# Nanou, fils de la Jungle
Pour plus de détails, voir Fiche technique et Distribution.
Nanou, fils de la Jungle (The World's Greatest Athlete) est un film américain réalisé par Robert Scheerer sorti en 1973.

## Synopsis
Nanou, un jeune homme blanc, élevé par la population indigène après la mort de ses parents missionnaires est découvert par deux entraîneurs universitaires américains qui voient en lui un incroyable athlète. Ils le poussent à participer à une compétition d'athlétisme à Los Angeles...

## Fiche technique
- Titre : Nanou, fils de la Jungle
- Titre original : The World's Greatest Athlete
- Réalisation : Robert Scheerer assisté de Michael J. Dmytryk et Arthur J. Vitarelli (seconde équipe)
- Scénario : Gerald Gardner, Dee Caruso
- Photographie : Frank V. Phillips
- Montage : Cotton Warburton
- Direction artistique : John B. Mansbridge, Walter H. Tyler
  - Artiste matte : Alan Maley
- Décors : Hal Gausman
- Costumes : Chuck Keehne, Emily Sundby
- Maquillage : Robert J. Schiffer
- Coiffure : La Rue Matheron
- Dresseur animaux : Bob Holter et Gene Holter
- Conseiller technique athlète : Bill Toomey
- Technicien du son : Herb Taylor (superviseur)
- Effets spéciaux : Art Cruickshank, Danny Lee, Eustace Lycett
- Musique : Marvin Hamlisch
  - Orchestration : Franklyn Marks
  - Montage : Evelyn Kennedy
- Producteur : Bill Walsh
- Société de production : Walt Disney Productions
- Distribution : Buena Vista Distribution
- Langue : anglais
- Durée : 93 minutes
- Dates de sortie : États-Unis : 4 février 1973

Sauf mention contraire, les informations proviennent des sources suivantes : Leonard Maltin, Mark Arnold, IMDb

## Distribution
- Tim Conway : Milo Jackson
- Jan-Michael Vincent : Nanou
- John Amos : Coach Sam Archer
- Roscoe Lee Browne : Gazenga
- Dayle Haddon : Jane
- Billy De Wolfe : Dean Maxwell
- Nancy Walker : Mrs. Petersen
- Danny Goldman : Leopold Maxwell
- Don Pedro Colley : Morumba
- Vito Scotti : Games spectator
- Liam Dunn : Dr. Winslow
- Ivor Francis (en) : Dean Bellamy
- Leon Askin : Dr. Gottlieb
- Howard Cosell : Himself - Announcer
- Frank Gifford : Himself - Announcer
- Jim McKay : Himself - Announcer
- Bud Palmer : Himself - Announcer
- Joe Kapp : Announcer Buzzer Kozak
- Bill Toomey : Himself - Announcer
- Clarence Muse : Gazenga's Assistant
- Leigh Christian
- Virginia Capers : Native Woman
- Philip Ahn : Old Chinaman
- John Lupton : Race Starter
- Sarah Selby : Woman on Safari
- Russ Conway : Judge with Stopwatch
- Al Checco : Dr. Checco
- Dick Wilson : Drunk in bar
- Dorothy Shay
- Jack Griffin
- David Mooney

Source : Leonard Maltin, Dave Smith, Mark Arnold et IMDb

## Sorties cinéma
Sauf mention contraire, les informations suivantes sont issues de l'Internet Movie Database.
- États-Unis : 4 février 1973 (New York, État de New York), 14 février 1973 (national)
- Irlande : 20 juillet 1973
- Pays-Bas : 27 septembre 1973
- Allemagne de l'Ouest : 4 octobre 1973
- Finlande : 12 octobre 1973
- Suède : 13 octobre 1973
- Espagne : 17 octobre 1973 (Madrid)
- France : 25 octobre 1973
- Belgique : 2 novembre 1973
- Danemark : 2 novembre 1973
- Uruguay : 18 septembre 1975 (Montevideo)
- Japon : 27 mars 1976

## Origine et production
Le champion olympique de décathlon Bill Toomey a servi de consultant technique sur le film. L'acteur Billy De Wolfe joue dans Nanou, fils de la Jungle son dernier rôle au cinéma car il meurt en 1974. Tim Conway se souvient d'une scène avec le tigre à l'arrière de la voiture où le fauve énervé a déchiré la ceinture. Le film comporte plusieurs citations du journaliste sportif Howard Cosell qui fait partie du casting tout comme d'autres journalistes sportifs Bud Palmer, Frank Gifford et Jim McKay. La musique du film a été composée par Marvin Hamlisch qui gagne deux oscars l'année suivante pour L'Arnaque et Nos plus belles années et ne composera à nouveau pour Disney que pour Trois Hommes et un bébé (1987).
Le tournage s'est fait en Californie au Caswell Memorial Park près de Stockton, au Lion Country Safari à Irvine près de Disneyland utilisé pour figurer la Zambie, à Merrivale et Newhall. Grâce aux claps présent dans le film on apprend que le tournage a en partie eu lieu en juin et juillet 1972. Les vestes des commentateurs de télévision sont les mêmes que celles du film Un singulier directeur (1971).

## Sortie et accueil
Le film est très populaire lors de sa sortie et récolte 22,5 millions d'USD. La sortie du film a été précédée d'une adaptation en bande dessinée dans le magazine Walt Disney Showcase publié en avril 1973. Le film est diffusé dans le programme Walt Disney sur CBS en 1983.
Le film a été édité en vidéo en 1986. Le DVD du film comprend 11 minutes de scènes bonus sans son où l'on peut voir différents sauts dans une piscine, Jan-Michael Vincent faire du saut en hauteur, du Baseball et de la course.

## Commentaires
Le film est souvent confondu avec L'Homme le plus fort du monde (The Strongest Man in the World, 1975) en raison de son titre original The World's Greatest Athlete très proche.
Le nom du héros, Nanou a été repris par Robin Williams comme salut extraterrestre dans la série Mork and Mindy (1978-1982).